# الترس (كوكبة)
كوكبة الترس (باللاتينية: Scutum) وهو من كوكبات النصف الجنوبي للكرة الأرضية.
ويظهر بوضوح عند جنوب خط العرض 74 درجة شمالاً، وذلك خلال الفترة الواقعة ما بين شهري حزيران/يونيو وآب/أغسطس.
وابتكره جوهانيس هيفليوس (بالإنجليزية: Johannes Hevelius)‏ سنة 1690م.
ومن أهم التجمعات النجمية في برج الترس: M 11, M 26, NGC 6625, NGC 6649 ,NGC 6664, NGC 6683.

## اقرأ أيضا
- يو واي سكوتي